# Open 13 1998
L'Open 13 1998 è stato un torneo di tennis giocato sul cemento indoor.
È stata la 6ª edizione dell'Open 13,che fa parte della categoria International Series nell'ambito dell'ATP Tour 1998.
Si è giocato al Palais des Sports di Marsiglia in Francia, dal 2 febbraio al 9 febbraio 1998.

## Campioni

### Singolare
Thomas Enqvist ha battuto in finale  Evgenij Kafel'nikov con il punteggio di 6–4, 6–1

### Doppio
Donald Johnson /  Francisco Montana hanno battuto in finale  Mark Keil /  T. J. Middleton con il punteggio di 6–4, 3–6, 6–3